# Klemens Brosch

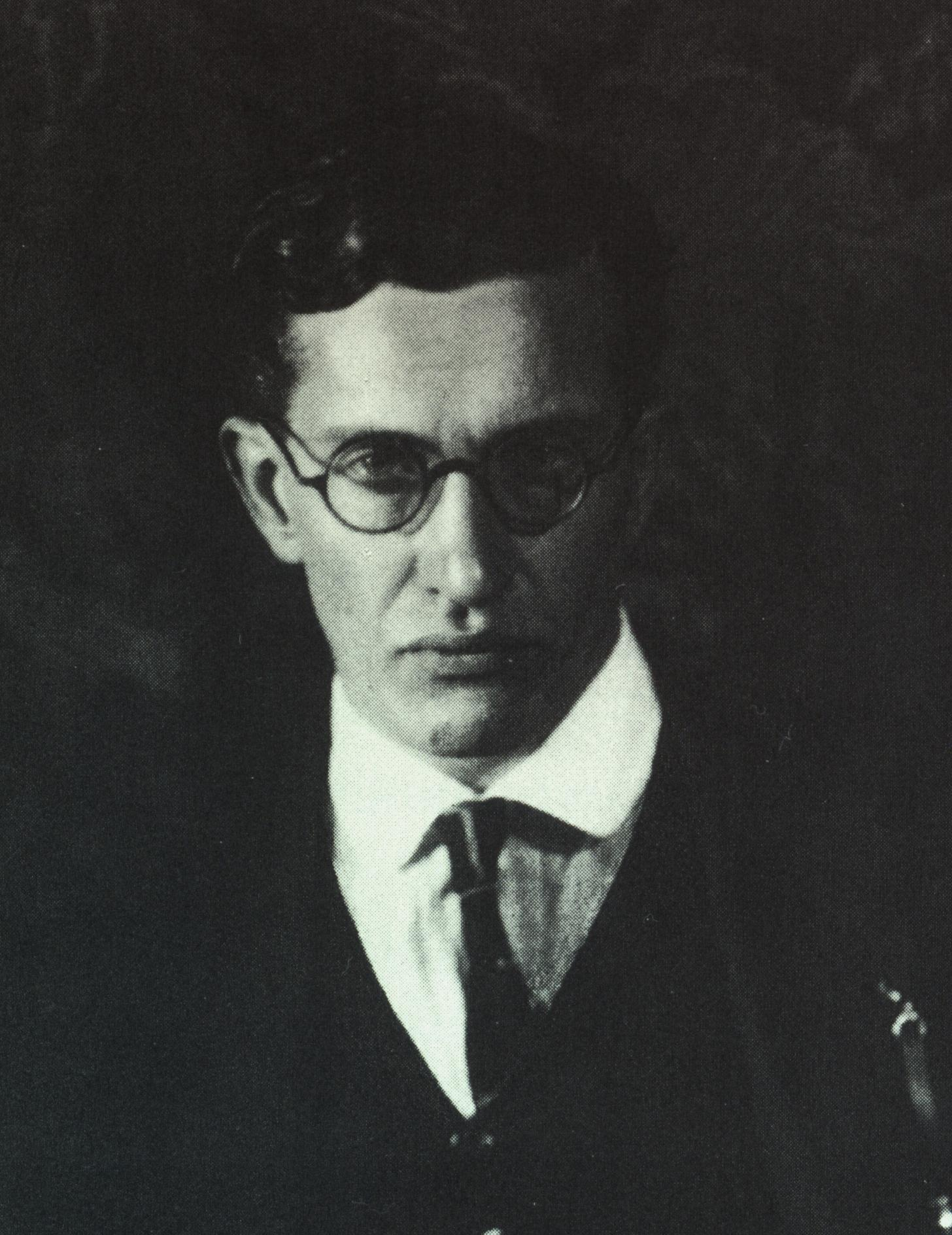
Porträt (1925/26)

Klemens Brosch (* 21. Oktober 1894 in Linz; † 17. Dezember 1926 ebenda) war ein österreichischer Maler und Grafiker.

## Leben
Klemens Brosch kam am 21. Oktober 1894 in der oberösterreichischen Landeshauptstadt Linz, damals Hauptstadt des Erzherzogtums Österreich ob der Enns, zur Welt. Er war das sechste von insgesamt acht Kindern des Ehepaares Franz Philipp und Elisabeth Brosch, geborene Kastner. Diese entstammte einer alteingesessenen Lebzelter- und Konditorsfamilie, der Vater war Hauptschuldirektor. Bereits als Kind regten Klemens fotografische, botanische und zeichnerische Arbeiten seines Vaters und seines ältesten Bruders Franz an. Später führten Klemens Brosch ausgedehnte Wanderungen durch Oberösterreich, aber einzelne auch nach Deutschland bis Nürnberg und durch Oberitalien. Nach der Volksschule besucht er mehrere Schulen in Linz und absolvierte 1913 die Matura an der kaiserlich-königlichen Staatsoberrealschule. Seinen Lehrern fiel er einerseits durch „Anstiftung zu grobem Unfug“, andererseits durch zeichnerisches Talent auf. 1913 gründete er mit seinem Bruder Franz und anderen die Linzer Künstlervereinigung MAERZ. Vier Jahre später kündigte er „angewidert“ seine Mitgliedschaft.
Klemens Brosch wurde aufgrund einer Lungenkrankheit bis Herbst 1914 zunächst vom Militärdienst befreit. Er konnte sein Studium an der Akademie der bildenden Künste in Wien beginnen, das mit der Mobilmachung Österreich-Ungarns im August 1914 unterbrochen wurde. An der Front in Galizien (Polen) zeichnete Brosch rastlos, wirklichkeitsnah, radikal, anklagend. Seine Lungenkrankheit wurde, wie damals nicht unüblich, mit Morphin behandelt. Viel später erst erkannte er, dass er sein Leben ohne Morphin nicht mehr ertrug. Nach knapp fünfzig Tagen an der Front wurde Brosch vom Militärdienst befreit. Kriegsdarstellungen, einige erinnern an Goya, beschäftigen ihn bis 1916. Die Jahre 1915–1919 brachten große Erfolge – er erhielt mehrere Preise und Stipendien – und setzte sein Studium in Wien bei Professor Ferdinand Schmutzer bis 1919 fort. 1920 heiratete er in Linz Johanna Springer. Die Ehe blieb ohne Kinder. Inflation sowie die Beschaffung von Morphium und Kokain machten die beiden bald mittellos. In Linz war Brosch stadtbekannt und auf den Verkauf seiner Arbeiten angewiesen. Auch seine Frau wurde bald süchtig. Düstere Romantik bestimmt meist die Bilder dieser Zeit. Ersehnte Aufträge an den akademischen Grafiker für den Entwurf von Banknoten oder Briefmarken sowie eine Berufung an die österreichische Staatsdruckerei in Wien trafen nicht ein. Zu Beginn 1924 unterzog er sich der ersten von zwei Entwöhnungskuren in der damaligen Landes-Irrenanstalt Niedernhart-Linz (heute: KUK Neuromed Campus), die beide erfolglos blieben. Zu seinen letzten Aufträgen zählten in diesem Jahr die zeichnerische Dokumentation von Bauten der Oberösterreichischen Wasser- und Elektrizitätsgesellschaft. Am 17. Dezember 1926 ging Klemens Brosch am Linzer Pöstlingberg mit Hilfe von Chloroform in den Tod, den für ihn „einzig logischen Ausweg“.

## Werk

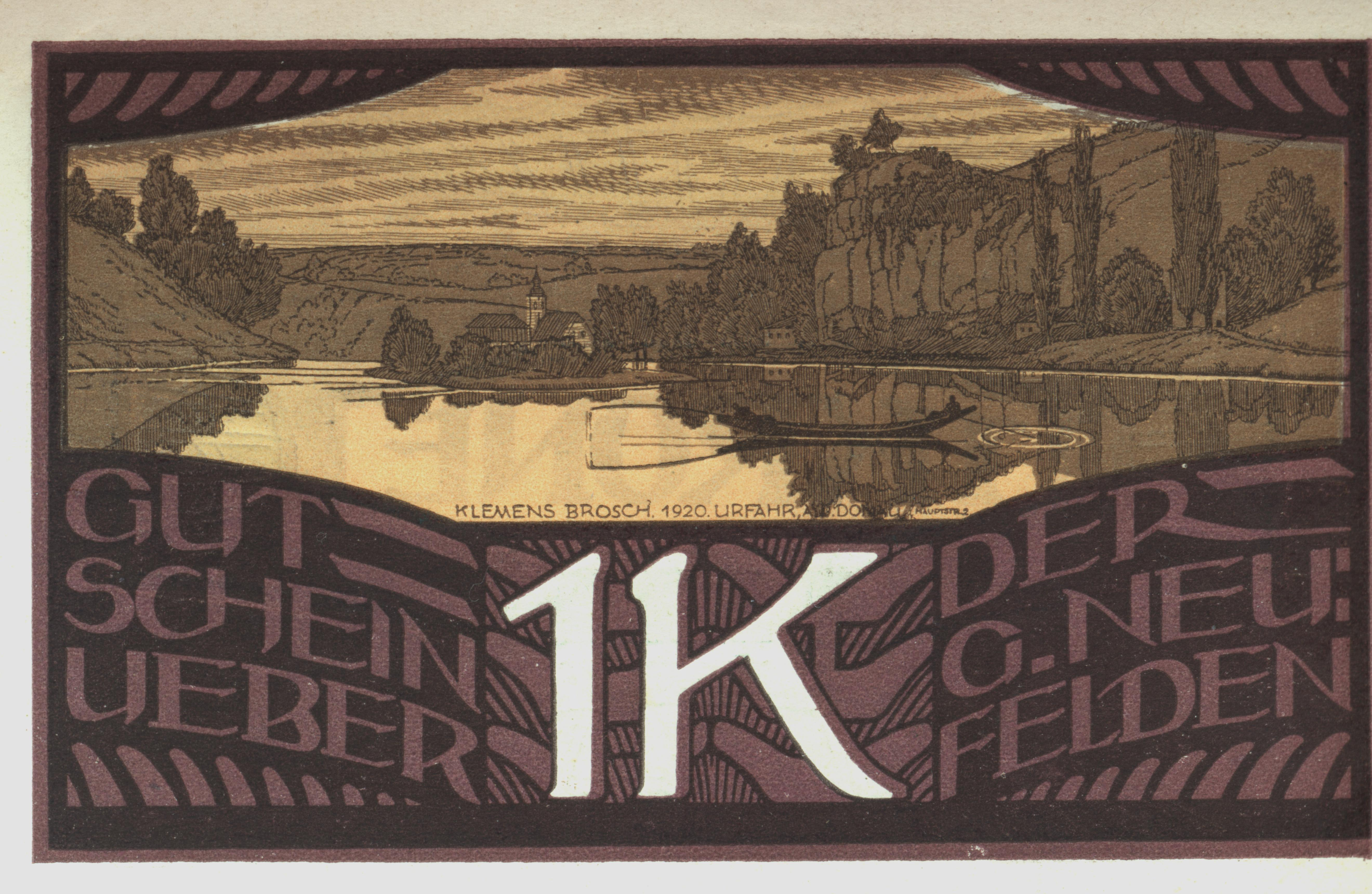
Notgeld Neufelden (1920)

Das künstlerische Werk von Klemens Brosch umfasst heute insgesamt an die tausend Werke, die weitaus meisten in kleineren Formaten mit Feder in Tusche oder Bleistift, ab 1924 vor allem mit Pinsel und Tusche, nur ein paar Ölbilder und Aquarelle, wenige, um die fünfzehn Lithographien, etwa 25 Exlibris-Drucke, einschließlich des eigenen „Bucheigenzeichens“ sowie Entwürfe für sogenanntes Notgeld von neun oberösterreichischen Gemeinden. Es diente in der Zeit der Währungsreform um 1920 dazu, Münzmetall einzusparen. Von seinen 35 gedruckten Entwürfen existieren oft mehrere Auflagen und Fassungen, zudem Sonderauflagen, die vor allem für Sammler bestimmt waren. Bezeichnend ist, dass nur dieses Notgeld in sehr hohen Auflagen gedruckt wurde und, oft nicht als sein Werk beachtet, heute noch einfach erhältlich ist. Der bei weitem größte Teil, 452 seiner Werke, ist in den Oberösterreichischen Landesmuseen in Linz deponiert und so der Öffentlichkeit schwer zugänglich, der Rest im privaten Besitz. Nur als Rarität taucht alle paar Jahre eines seiner Bilder am internationalen Kunstmarkt auf.

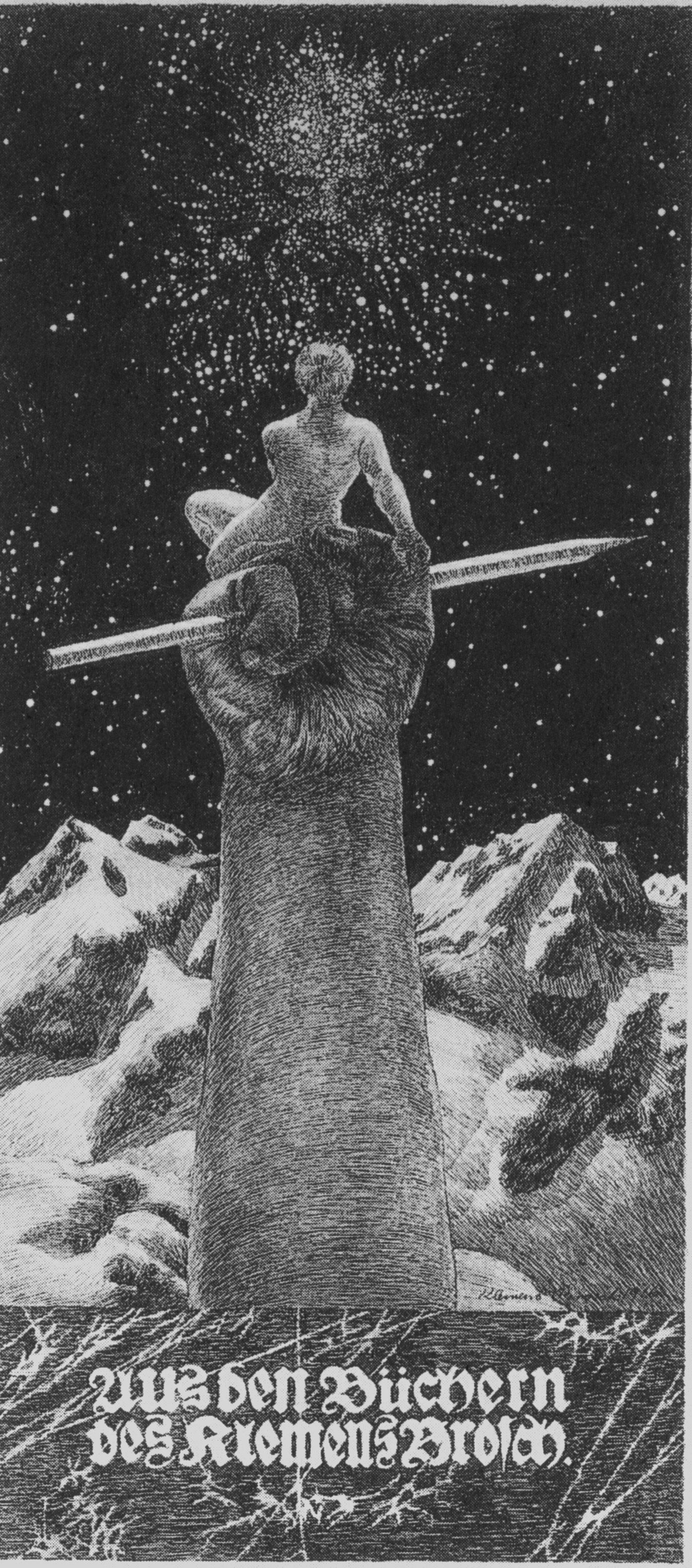
Ex-Libris (1916)

Wie alle entscheidenden künstlerischen Unternehmungen entzieht sich das Werk von Klemens Brosch den vorgefügten Stilbegriffen der Kunstgeschichte. Bezeichnungen wie Hyperrealismus, Symbolismus oder naturalistischer Surrealismus greifen zu kurz. Brosch gehorchte keiner Ideologie. Manche seiner Studienblätter oder die Bilder blühender Bäume, wie die „Kirschblüten“ 1912, erinnern an japanische Holzschnitte (ukiyo-e), einzelne Naturdarstellungen an Jacob Izaaksoon van Ruisdael, andere seiner Werke an Max Klinger, an Caspar David Friedrich oder, wie erwähnt, seine Bilder des Weltkrieges an Francisco Goya. Der 1995 verstorbene Horst Janssen könnte ein ihm unter den Aspekten von Konturierung und Perspektive bis hin zur Thematik einzelner Blätter künstlerisch Verwandter sein.
Folgt man dem Satz von Paul Klee: „Kunst gibt nicht das Sichtbare wieder, sondern macht sichtbar“, dann kann Klemens Brosch mit seiner Bildsprache für eine Verheißung der Kunst einstehen, ihr Versprechen der Bewahrung der „conditio humana.“ Brosch, der sich auch schriftlich exakt zu äußern vermochte, notierte 1924 während seiner Entziehungskur: „Mit der Kontur in der Zeichnung ist es, wie in der Musik mit dem Leitmotiv.“
Die Titel, die Brosch einigen seiner Bilder gegeben hat, sind bezeichnend: „Landschaft im Sturm“ (1910), „Badesteg“ (1911), „Weigelienblüten“ und „Kirschblüten“ (1912), „In der Felseinöde“ (1912), „Eintritt in den Wald“ (1913), „Der Überfall“ (1915), „Siesta der Henker“ (1916), „Abendlied“ (1917), „Pianist am Fenster“ (1920), „Die Tore gehen auf“ (1922), „Christus vertreibt die Schächer aus dem Tempel“ (1922), „Montage der Generatoren“ (1924), „Gartenmauer vor Niedernhart“ (1924), „Der Abend“ (1925), „Zwei Telefonarbeiter“ (1926) oder „Wiese mit ausgebreiteter Wäsche“ (1926).
Aus Biografie und Zeitumständen heraus ist nachvollziehbar, dass es keine vollständige Dokumentation der Werke von Klemens Brosch geben kann. Nicht wenige seiner Bilder wurden außerdem, etwa durch Brände, zerstört, bei anderen verlieren sich die Spuren, zum Beispiel im Verlauf von Hinterlassenschaften.
Es existieren mehrere Artikel und einige Kataloge anlässlich von Ausstellungen seiner Werke. Der sowohl von der Zahl der Abbildungen wie auch vom Kommentar hervorragende unter ihnen dürfte der von Otfried Kastner 1963 in Druck erschienene sein. Die ausführlichste wissenschaftliche und stilistisch bemerkenswerte Aufarbeitung von Biografie, Werk und kunstgeschichtlicher Rezeption von Klemens Brosch bietet das Werk von Elisabeth Nowak-Thaller, dem der erste Teil des vorliegenden Artikels weitgehend folgt. 
Literarisch beschäftigte sich Richard Wall mit Leben und Werk Broschs. Der Komponist Peter Androsch setzte sich 2001 in seiner 4. Oper, einem Auftragswerk des Landestheaters Linz, mit Klemens Brosch auseinander. Das Libretto zu Der Zeichner im Schnee schrieb der Zeichner Franz Blaas.

### Aquarelle und Federzeichnungen (Galerie)

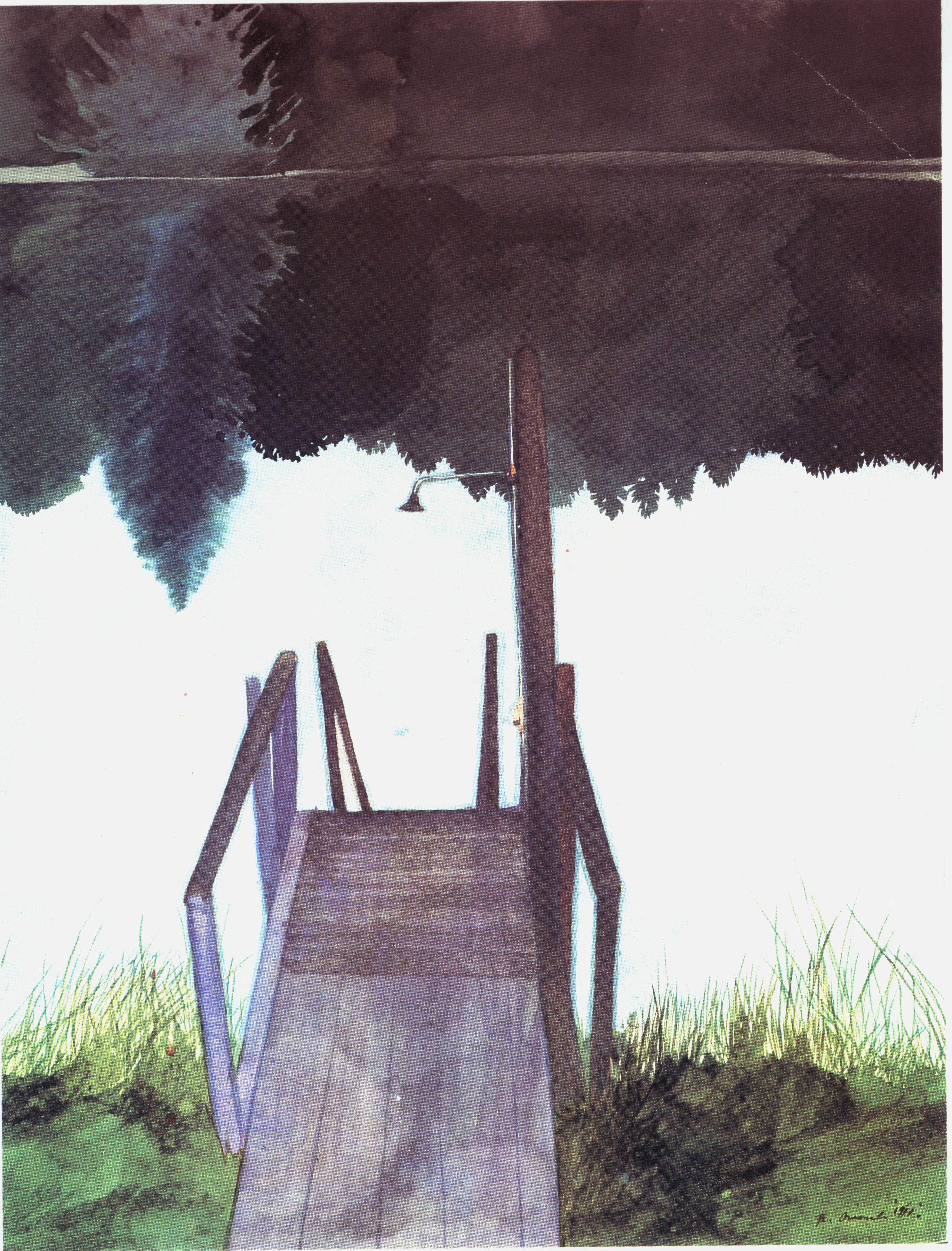
Badesteg (Aquarell, 1911)
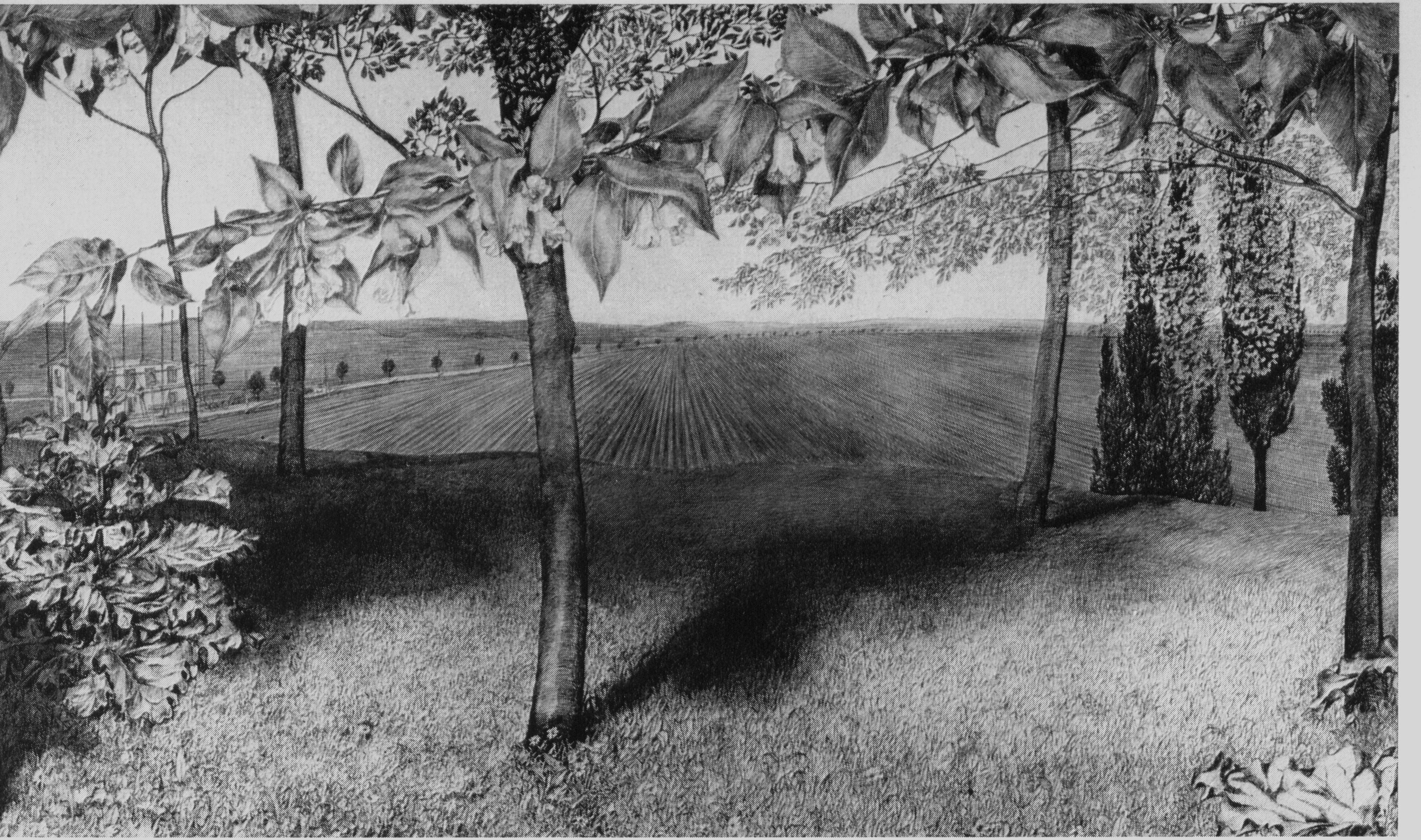
Weigelienblüten (Federzeichnung, 1912)

## Ausstellungen
Anlässlich des 80. Todestages des Künstlers kuratierte Elisabeth Nowak-Thaller 2016 zwei große Ausstellungen mit dem Titel „Klemens Brosch: Kunst und Sucht eines Zeichengenies“ in Linz. Die Landesgalerie Oberösterreich (heute Francisco Carolinum) zeigte das zeichnerische Werk. Das Nordico widmete sich dem Leben und dem Linzbezug Klemens Broschs.
Anschließend war die Werkschau 2018 im Belvedere in Wien zu sehen.

## Klemens-Brosch-Preis
Der Klemens-Brosch-Preis wird seit 2011 vom Land Oberösterreich (Oberösterreichischen Landes-Kultur GmbH) gemeinsam mit der Energie AG Oberösterreich an junge Künstler vergeben. Die Auszeichnung ist mit 4.000 Euro dotiert. Ziel des Preises ist es, die Zeichnung als noch immer aktuelles Medium der Gegenwartskunst zu würdigen. Bisherige Preisträger sind u. a. Iris Christine Aue, Alexander Glandien, Inga Hehn, Katharina Lackner, Klara Kohler, Linus Riepler, Lena Göbel, Astrid Safron, Michaela Kessler, Xian Zheng und Georg Pinteritsch. 